# Estância da Harmonia

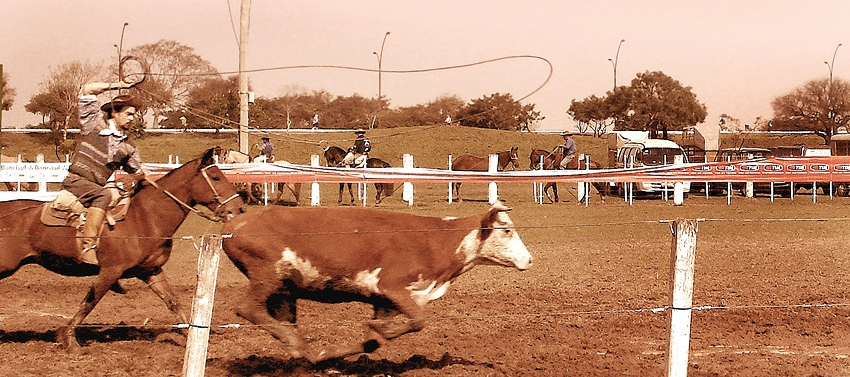
Gaúcho demonstrando sua habilidade no laço na Estância da Harmonia, em 2006.

A Estância da Harmonia faz parte do Parque Maurício Sirotski Sobrinho, que foi inaugurado em 1981 e se localiza no bairro Praia de Belas. O parque possui 300 mil metros quadrados e forma, junto com o Parque Marinha do Brasil, um grande cinturão verde em torno do Lago Guaíba.
A Estância da Harmonia é uma réplica de estância e se destina à manutenção e prática da cultura tradicionalista gaúcha. O parque conta com diversas churrasqueiras e mesas para o público, além de uma cancha de bocha e uma pista de rodeio.
Anualmente, no mês de setembro, ocorre na estância o Acampamento Farroupilha, onde centenas de piquetes montam suas barracas e fazem os seus churrascos, para lembrar a Revolução Farroupilha. Em março, o parque abriga o Rodeio de Porto Alegre, que dura cerca de uma semana e coincide com a comemoração do aniversário da cidade.